# Ротационная ковка
Ротационная ковка — ковка, выполняющаяся по квазисхеме всестороннего сжатия. Применяется для обработки вольфрама и молибдена, поскольку их в чистом виде получают пористыми, не пригодными к использованию. Данный вид обработки подходит и для других видов твердых металлов.
Механизм ротационной ковки. В роторе с отверстиями по направляющим движутся бойки (два и больше) с одной степенью свободы. Ротор с бойками может вращаться. При вращении бойки ударяются в диаметрально противоположные колонки (стержни), которые стоят по периметру ротора. Боек передает удар на заготовку. Можно подобрать частоту  вращения так, что обработка будет напоминать процедуру всестороннего сжатия материала.
Применение
В России ротационную ковку широко применяют для производства качественных оружейных и артиллерийских стволов. Имеется лишь два завода, на которых установлено австрийское оборудование для ротационной ковки (последний станок был поставлен по импорту в 2017 году).  Производительность каждого станка составляет около ста стволов в год, при этом потребность исчисляется тысячами. Собственные станки в России не производятся и никогда не производились; первые станки были поставлены по импорту из США в 1930-х годах и какое-то количество было вывезено из Германии после войны.